# Бечей
Бечей (на сръбски: Бечеј или Bečej; на унгарски: Óbecse) е град в Сърбия, автономна област Войводина, Южнобачки окръг, административен център на община Бечей.
Намира се в часова зона UTC+1 на 84 м н.в. Пощенските му кодове са 21220 и 21221, а телефонният код e 021.
Населението му е 23 895 жители (2011 г.). Етническият състав на населението през 2002 г. е: 45,49 % унгарци, 43,44 % сърби, 3,13 % югославяни, 1,15 % хървати и други; 9 души са се самоопределили като българи, което представлява 0,03 % от населението.